# Akialoa de Lanai
Espèce
Statut de conservation UICN

EX : Éteint
L'Akialoa de Lanai (Akialoa lanaiensis), aussi appelé Hémignathe à long bec et Hémignathe de Lanai, est une espèce éteinte d'oiseau de la famille des Fringillidae. L'espèce était endémique de l'île de Lanai dans l'archipel d'Hawaï. L'espèce a longtemps été considérée comme une sous-espèce du Grand Akialoa. Elle a disparu au XXe siècle, victime de la perte de son habitat.